# Old Vic Theatre

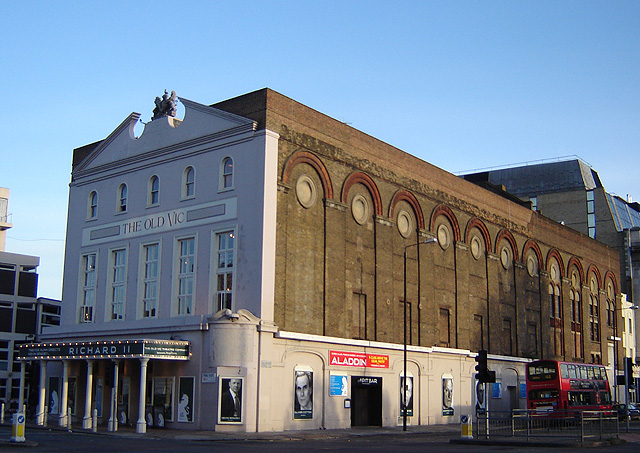
Außenansicht des Old Vic

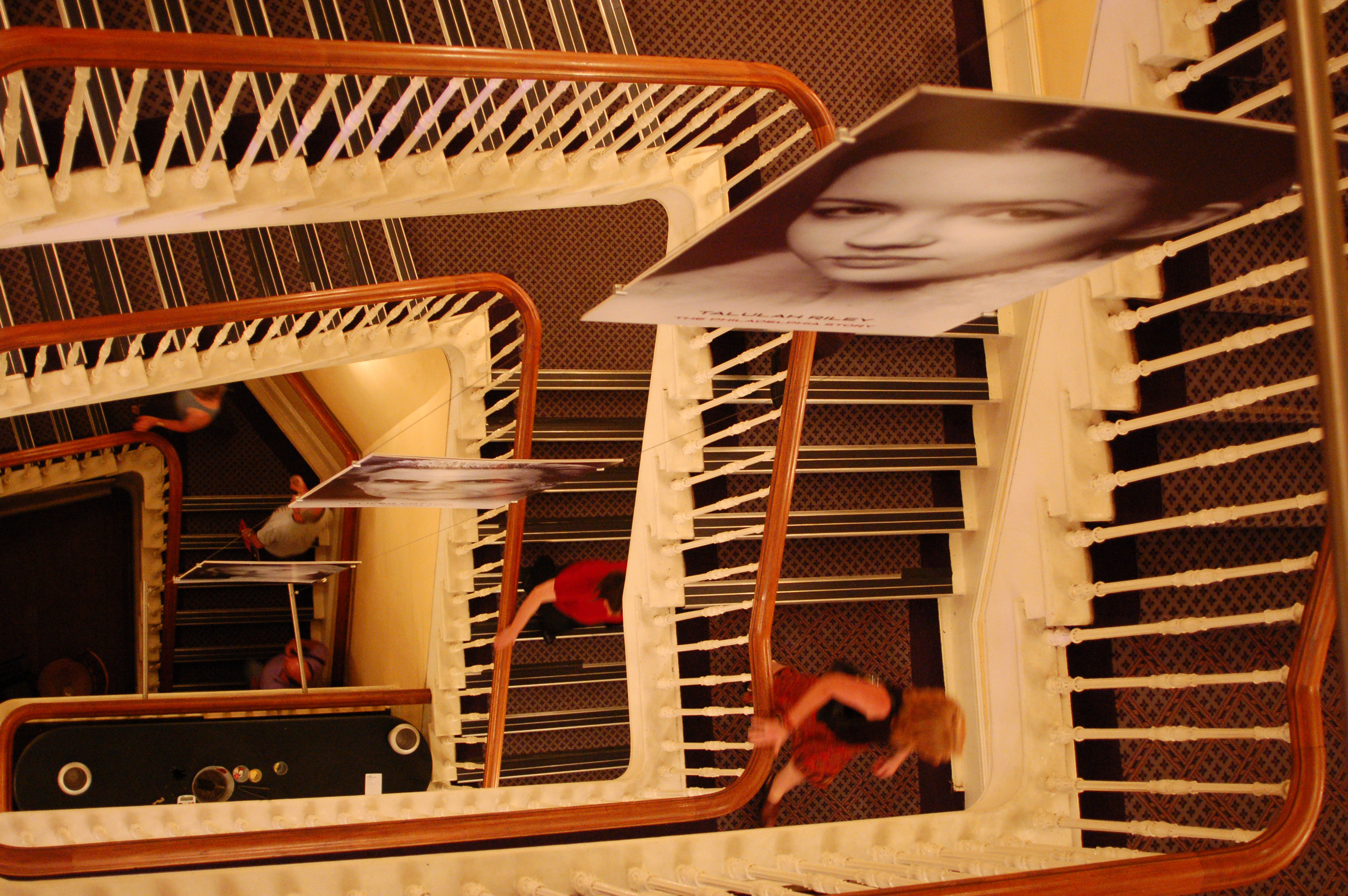
Treppenhaus im Old Vic Theatre

Das Old Vic Theatre, auch kurz Old Vic genannt, ist ein Theater in der Straße The Cut in Lambeth, London.

## Geschichte
Das Theater wurde 1818 von den Theaterbetreibern James King and Daniel Dunn und dem Marinemaler John Thomas Serres als Royal Coburg Theatre gegründet. Es gelang Serres aufgrund seiner Verbindungen zum königlichen Hof die Prinzessin Charlotte Augusta von Wales und ihren Ehemann Leopold von Sachsen Coburg als Schirmherren zu gewinnen. Auf deren Engagement ging auch die anfängliche Benennung des Theaters zurück. 1833 bekam es den Namen Royal Victorian Theatre, 1880 The Royal Victoria Hall And Coffee Tavern. Bereits damals war es auch unter dem Spitznamen Old Vic bekannt.
Bis Mitte des 19. Jahrhunderts war es nicht allen Theatern gestattet, Stücke Shakespeares aufzuführen. Sollte ein solches Drama dennoch auf dem Spielplan stehen, musste die Aufführung durch Gesang unterbrochen oder mit abgeändertem Ende gezeigt werden. Die Gesetzeslage, die auf eine Verordnung aus der Zeit Karls II zurückging, wurde 1843 geändert. Im Jahr 1912 erwarb das Old Vic seine allgemeine Theaterlizenz.
Ab 1912 zeigte Lilian Baylis im Old Vic Schauspiele, Oper und Ballett mit eigenen Ensembles zu günstigen Preisen. Aus diesen Ensembles gingen nach einem Umzug in das Sadler’s Wells Theater in den 1930er Jahren die Sadler’s Wells Opera Company (heute English National Opera) und das Sadler’s Wells Ballet (das heutige Royal Ballet) hervor.
Das Schauspielensemble, seit 1929 unter Namen Old Vic Company, blieb im Old Vic und wurde unter der Leitung von John Gielgud für hochklassige Shakespeare-Aufführungen bekannt.
Im Zweiten Weltkrieg wurde das Theatergebäude zerstört, aber bereits im Jahr 1944 wurde der Betrieb wieder aufgenommen. In dieser Zeit gehörten zum Ensemble u. a. John Gielgud, Alec Guinness, Laurence Olivier, Michael Redgrave und Ralph Richardson.
Im Jahr 1963 wurde das Ensemble in Royal National Theatre umbenannt, und 1976 zog es in ein eigenes neues Gebäude direkt an der Themse. In dieser Zeit spielten dort u. a. Jane Asher, Albert Finney, Anthony Hopkins, Joan Plowright, Maggie Smith und Peter O’Toole.

## Heutige Nutzung
Das Old Vic Theatre wird seit 1976 als eigenständiges Schauspielhaus betrieben. Von 2004 bis 2015 war Kevin Spacey künstlerischer Leiter des Theaters.